# St. Jakobi (Schönebeck)

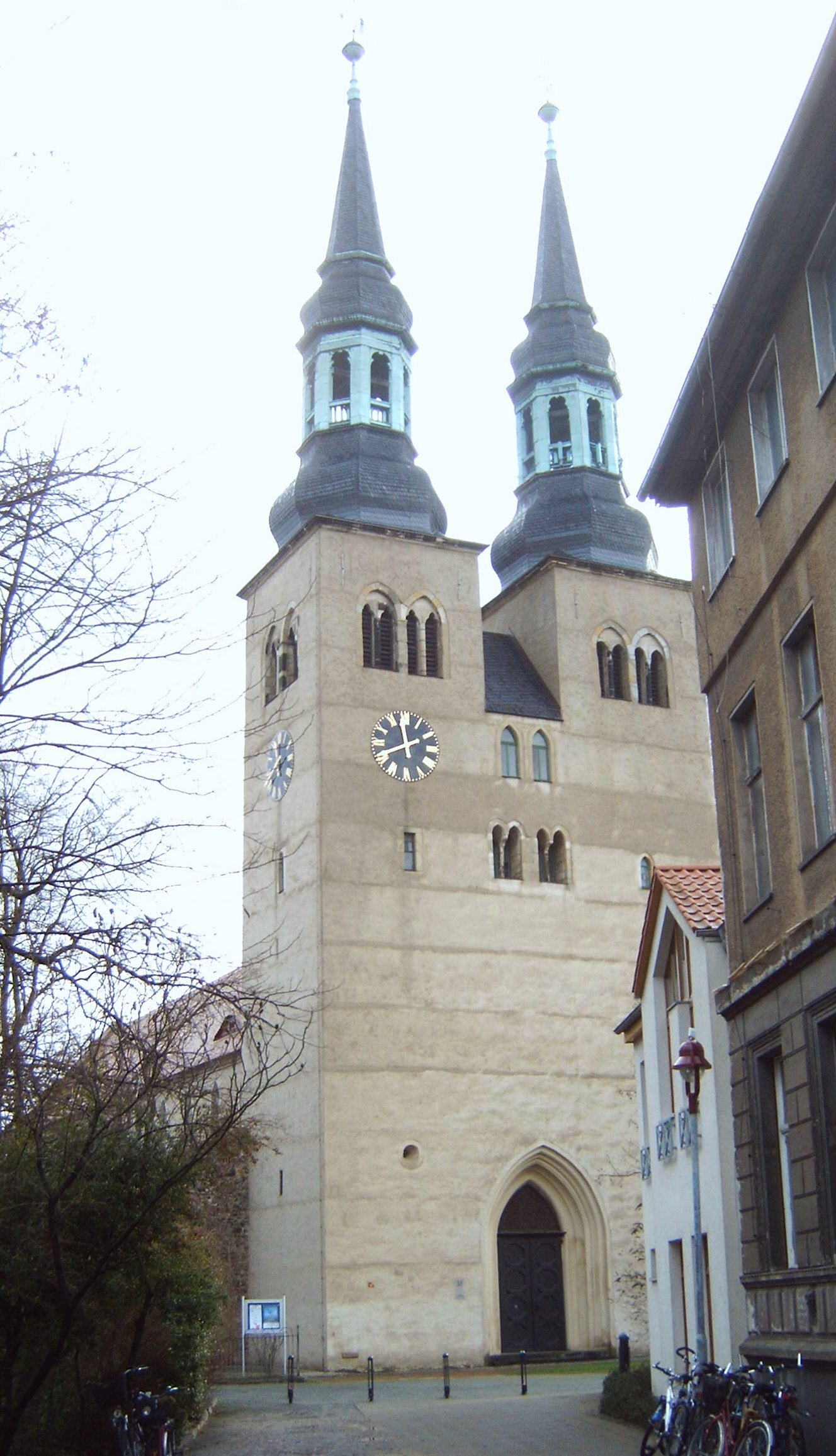
St. Jakobi

Die St. Jakobi ist eine evangelische Kirche in der Altstadt von Schönebeck (Elbe) in Sachsen-Anhalt.

## Architektur
Die dreischiffige frühgotische Basilika wurde im frühen 13. Jahrhundert mit Bruchsteinen aus Plötzky erbaut und danach mehrmals verändert. Ursprünglich ein Bau mit flachem Dach, kamen einige Jahre später die zwei quadratischen Türme an der Westseite hinzu. Aus der zweiten Hälfte des 13. Jahrhunderts sind noch die mit Spitzbogen gestalteten Klangarkaden erhalten. Die barocken Doppelhauben mitsamt Laternen stammen von 1735, das neugotische Westportal der Doppelturmfassade wurde 1840 eingesetzt. Der Chor ist rechteckig und in der Breite mit dem Kirchenschiff identisch. Größere Umbauten der Kirche erfolgten im 18. Jahrhundert und 1884/85. Im 18. Jahrhundert wurden die Seitenschiffe erhöht, um ein einheitliches Pultdach zu ermöglichen. 1885 erfolgte ein erneuter Umbau hin zur ursprünglichen basikalen Dachform.

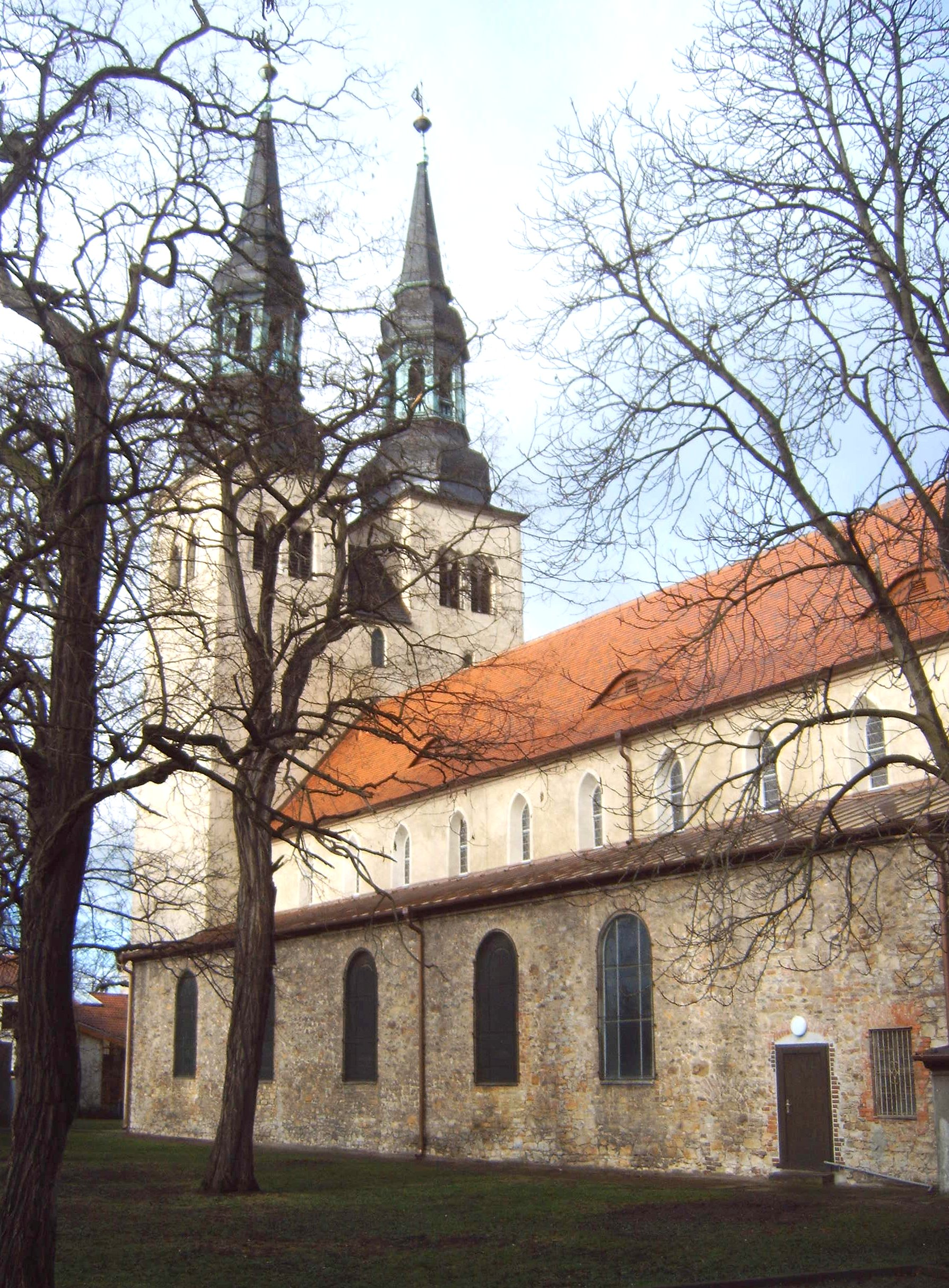
Kirchenschiff

Während die Fenster in den Seitenschiffen baulich verändert wurden, blieben die Fenster in der östlichen Wand des Chors in ihrer ursprünglichen Form erhalten. Gleiches dürfte für die spitzbogigen Obergadenfenster gelten.

## Ausstattung
Durch eine Überschwemmung im Jahre 1876 drang Elbwasser in das Innere der Kirche und zerstörte einen Großteil der alten Einrichtung, sodass davon nur wenig erhalten ist. Dazu gehören die Schnitzfiguren „Katharina“ und „Maria mit Kind“, die um das Jahr 1470 entstanden. Erhalten ist auch ein verwitterter Taufstein aus dem 17. Jahrhundert. Er zeigt neben Reliefs auch Wappen und Rollwerk. Die Zerstörungen führten dazu, dass der Innenraum der Kirche fast vollständig erneuert werden musste. Im Zuge der Umbaumaßnahmen, für die Holzbildhauer Gustav Kuntzsch zur Innenausstattung den Altar und die Kanzel lieferte, erhielt St. Jakobi ihr heutiges Aussehen. Die Kuntzsch-Werke wurden 1938 teilweise entfernt bzw. zerstört und durch andere Arbeiten ersetzt, nur Altarsockel sowie Kanzeltreppe und -fuß blieben erhalten.
Das Kircheninnere ist flachgedeckt und wird durch fünf hohe als Rundbogen gestaltete, auf glatten Pfeilern ruhenden Arkaden geprägt, die beim Umbau 1884/85 entstanden.

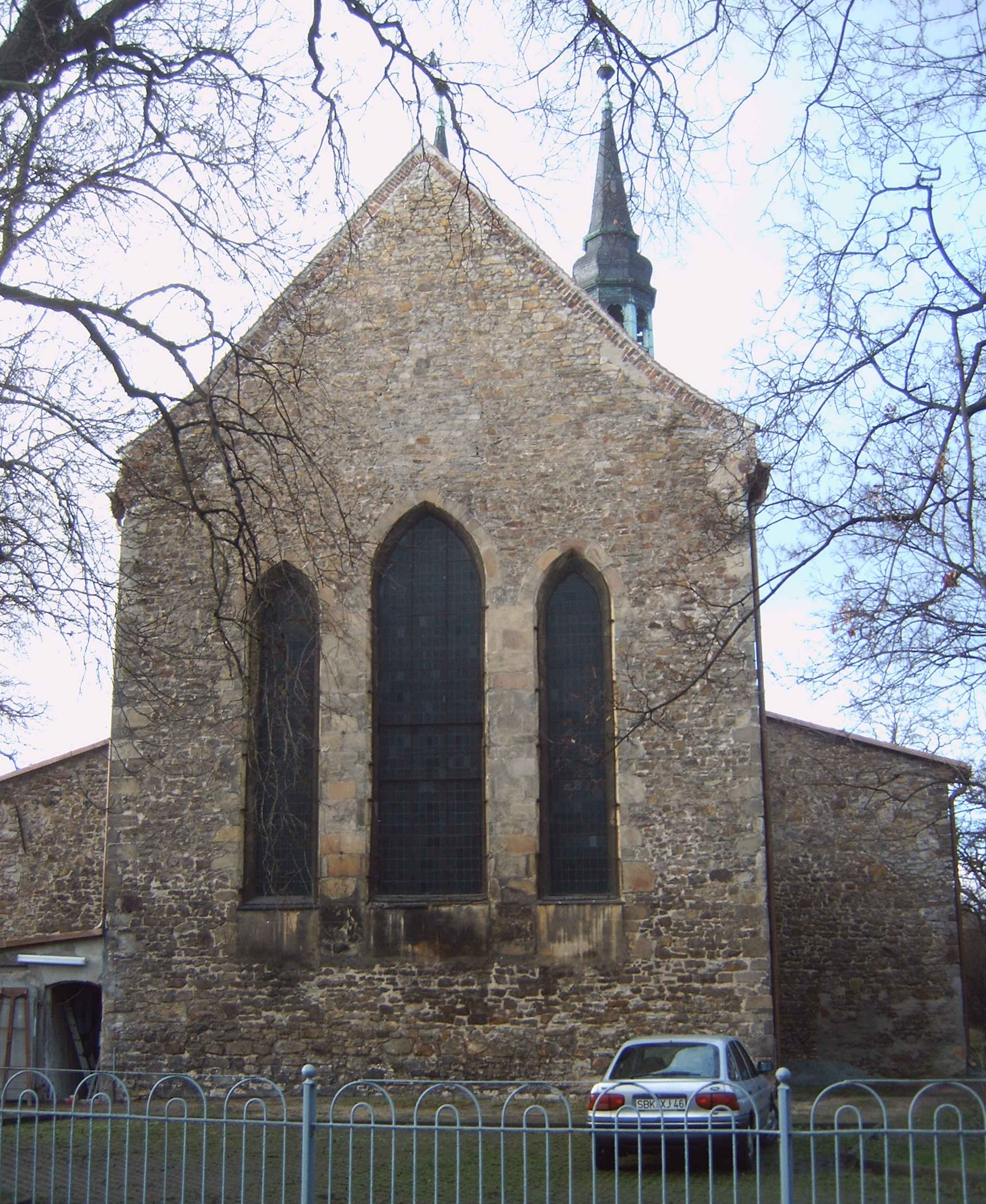
Chor

In den letzten Jahren ist es durch Fördermittel und private Spenden gelungen, die baufällig gewordenen Kirchtürme zu sanieren. Deshalb konnte die Kirche lange Zeit nicht für ständige Gottesdienste genutzt werden. Daher entschieden sich die Verantwortlichen in den 1990er-Jahren für den Neubau eines Gemeindehauses in deren unmittelbarer Nähe. Das inzwischen fertiggestellte Gebäude zieren die Wandbehänge des Künstlers Christof Grüger, der in Schönebeck lebte.